# Rapetosaurus krausei
Rapetosaurus krausei es la única especie conocida del género extinto Rapetosaurus (mal. "lagarto gigante") de dinosaurio saurópodo titanosauriano, que vivió a finales del período Cretácico, hace aproximadamente 70 a 66 millones de años, en el Maastrichtiense, en lo que hoy es Madagascar. 
Durante la última parte del Cretácico Superior todos los grupos de saurópodos, a excepción de los titanosáuridos, se habían extinguido. Los titanosáuridos eran los herbívoros dominantes en el Cretáceo en los continentes meridionales. Su reinado fue puesto a su fin por la extinción masiva del Cretácico-Terciario, que mató a todo los dinosaurios no avianos hace cerca de 66 millones de años.

## Descripción

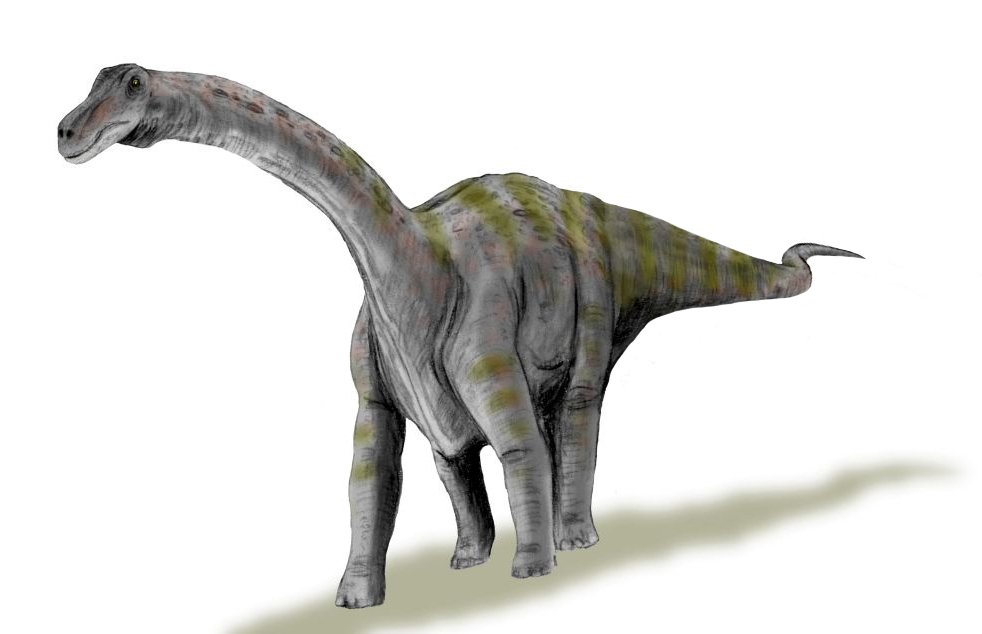
Recreación.

Rapetosaurus era un saurópodo bastante típico, poseía una cola corta y delgada, un largo cuello y un voluminoso cuerpo. Su cabeza se asemeja a la de un diplodócido, con un hocico alargado y dos fosas delgadas en la parte superior del cráneo. Tenía pequeños dientes en forma de lápiz, buenos para arrancar las hojas pero no para masticar. El análisis del cráneo y del resto del esqueleto confirma que los titanosaurianos estaban emparentados con los Brachiosaurus.
De tamaño modesto para un titanosáurido, el ejemplar tipo, un juvenil alcanzaba los 8 metros desde la cabeza a la cola y pesaba tanto como un elefante, pero se calcula que los adultos llegaban a los 15 metros. lo que sigue siendo poco, si lo comparamos con sus primos gigantes como Argentinosaurus y Paralititan, que medían más del doble de largo. En 2020, Molina-Pérez y Larramendi estimaron el tamaño del probable espécimen adulto, MAD 93-18, que se conoce de un fémur, en 16,5 metros y 10,3 toneladas.

## Descubrimiento e investigación

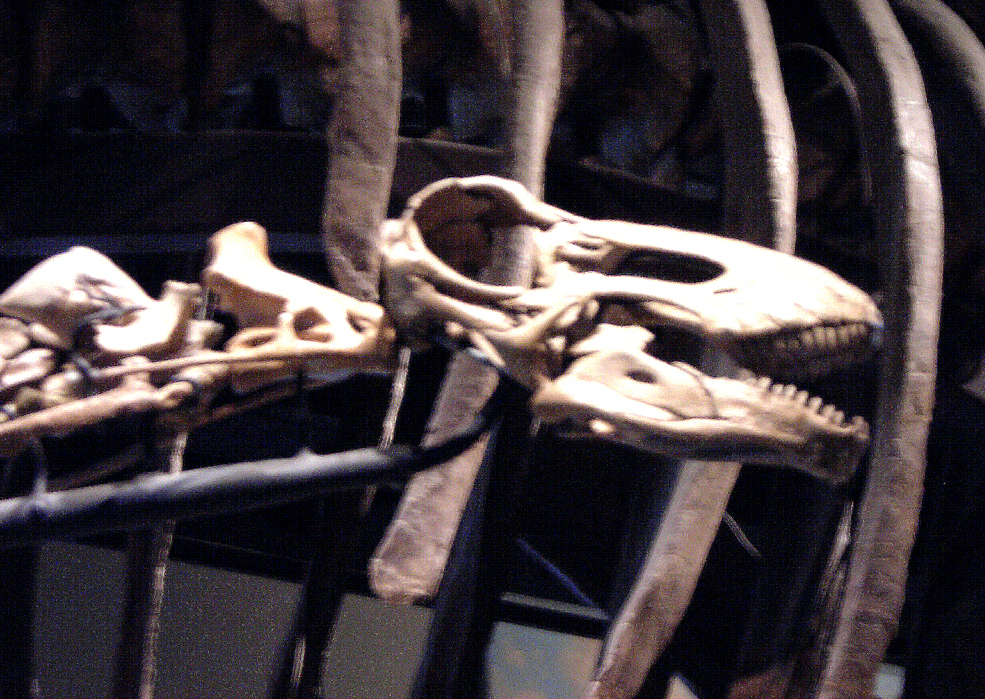
Cráneo de Rapetosaurus

El descubrimiento de Rapetosaurus, del que se conoce una sola especie, Rapetosaurus krausei fue la primera vez que a titanosauriano había sido recuperado en un estado casi intacto, en especial con un cráneo. Esto ha ayudado a aclarar la difícil clasificación científica de estos, una discusión de más de cien años y proporcionan una base para la reconstrucción de cualquier otro titanosáurido que se conozca solamente a partir de fósiles parciales. El descubrimiento fue publicado en 2001 por Kristina Curry Rogers y Catherine A. Forster en la publicación científica Nature. El esqueleto casi completo es el de un juvenil y los restos parciales de tres otros individuos también fueron recuperados.

Sólo faltan algunos huesos de la cola.
Kristina Curry Rogers

La excavación desenterró un cráneo fósil, UA 8698, el holotipo, otro cráneo parcial, restos esqueléticos juveniles con solamente algunas vértebras de la cola desaparecidas, y una vértebra sin relación. El esqueleto juvenil, particularmente, es el esqueleto más completo de titanosáurido recuperado y el único con una cabeza todavía unida al cuerpo. Los restos fueron encontrados por un equipo de la Universidad Stony Brook con la asistencia del personal de la Universidad de Antananarivo. El líder de la expedición, David Krause, ha excavado fósiles en el mismo lugar desde 1993.
Los restos fosilizados fueron encontrados en la Cuenca de Mahajanga en el noroeste de Madagascar, no lejos de la ciudad portuaria de Mahajanga. Fueron recuperados de una capa de piedra arenisca conocida como el Miembro Anembalemba, que es parte de Formación Maevarano. La formación de roca se ha fechado en el Maastrichtiense a finales del Cretácico, lo que les da a los huesos fosilizados una edad de 70 millones de años.

### Etimología
El nombre genérico Rapetosaurus deriva de Rapeto un gigante de la mitología malgache y sauros, que significa lagarto en griego antiguo. El epíteto específico, krausei, fue colocado en honor al líder de la expedición, David W. Krause.

## Clasificación
Rapetosaurus es miembro de la Subfamilia Nemegtosaurinae dentro de Saltasauridae, perteneciente al clado sin clasificar Titanosauria. Los titanosaurianos son el grupo más grande de saurópodos pero están mal representados en el registro fósil. Sigue habiendo otros grupos de saurópodos, incluso familias menos numerosas como Brachiosauridae, que se conocen por fósiles más completos. Hasta el descubrimiento de Rapetosaurus, los 30 o más géneros fueron representados tan solo por algunos huesos, un esqueleto parcial o un cráneo. Titanosaurus el primero del grupo y quien le diera el nombre, descubierto en 1887, todavía se conoce solamente por un esqueleto parcial.
Esto ha hecho difícil determinar las relaciones entre los diversos géneros de titanosaurianos e incluso cómo los titanosaurianos se relacionan con otros grupos de más alto nivel como Macronaria. En conjunto este taxón se ha utilizado como vertedero, con muchos géneros etiquetados como incertae sedis, porque no se conocen lo bastante como para clasificarlos más profundamente.
El cráneo similar al de Diplodocus ha demostrado que los cráneos de los titanosaurianos variaban más que lo que fue pensado previamente. La mayoría de los paleontólogos creyeron que los titanosaurios tenían cráneos cuadrados con las ventanas de la nariz a mitad de la distancia encima del hocico, como Camarasaurus; Rapetosaurus tiene un cráneo largo, bajo, con las ventanas de la nariz en el techo del cráneo, similar al del Diplodocus. Esto ha permitido que los géneros conocidos solamente por un cráneo similar al de Diplodocus como Quaesitosaurus y Nemegtosaurus fueran clasificados como macronarianos más que como parte de Diplodocoidea.
El análisis del resto del cráneo y del cuerpo también ha confirmado algo que era solamente especulativo, que los titanosaurianos están en realidad más estrechamente vinculados a los braquiosáuridos. «El descubrimiento de este dinosaurio es particularmente emocionante porque confirma una relación estrecha entre los titanosáuridos y los braquiosáuridos, algo que podría ser conjeturado solamente previamente», según Rich Lane, de la Fundación Nacional de la Ciencia. Un esqueleto completo puede también servir como base para la reconstrucción de otros titanosáuridos. Ésta es la base para las nuevas y revisadas estimaciones de tamaño de los titanosaurianos supergigantes.

## Paleobiología
Kristina Curry Rogers y sus colegas descubrieron un raro espécimen de un Rapetosaurus juvenil en una colección de museo. Se estimó que el espécimen pesaba alrededor de 40 kilogramos y probablemente tenía entre 39 y 77 días en el momento de su muerte. En el momento de su eclosión, se estimó que el Rapetosaurus juvenil pesaba 3,4 kilogramos. Sobre la base de la remodelación ósea, también se creía que el saurópodo juvenil era capaz de sobrevivir con poco o ningún cuidado de los padres. El análisis de los huesos reveló además que el joven Rapetosaurus probablemente murió de hambre debido a las duras sequías del Cretácico de Madagascar.

## Paleoecología
Durante el Maastrichtiano, como es ahora, Madagascar era una isla, habiéndose separado del subcontinente indio menos de 20 millones de años antes. Se desplazaba hacia el norte, pero todavía se hallaba entre 10 y 15 ° más al sur en latitud que en la actualidad. El clima predominante de la época era semiárido, con marcada estacionalidad en temperatura y precipitaciones. Muchos animales prehistóricos habitaban una llanura de inundación costera cortada por muchos canales de ríos arenosos. Una fuerte evidencia geológica sugiere la ocurrencia de flujos periódicos de escombros a través de estos canales al comienzo de la estación húmeda, enterrando los cadáveres de los organismos muertos durante la estación seca anterior y procurando su conservación excepcional como fósiles. El nivel del mar en el área estaba aumentando a lo largo del Maastrichtiano, y continuaría haciéndolo hasta el Paleoceno, por lo que Rapetosaurus puede haber vagado por ambientes costeros como planicies de marea también. La vecina formación Berivotra representa el medio marino contemporáneo.
Además de Rapetosaurus, los taxones fósiles recuperados del Maevarano incluyen peces , ranas, lagartos, serpientes, siete especies distintas de crocodilomorfos, cinco o seis especies de mamíferos, el ave primitiva Vorona[10] y varias otras más, el posiblemente volador paraaviano Rahonavis,, el noasáurido Masiakasaurus, y el abelisáurido Majungasaurus. También se han descubierto una variedad de mamíferos extintos, como los gondwanaterios y los euterios no placentarios, alcanzando los primeros grandes tamaños como Vintana.
El cráneo del Majungasaurus, un gran abelisáurido terópodo, fue descubierto en 1996. Es similar a las especies que se encuentran en la India y Argentina, lo que indica que los puentes de tierra entre los fragmentos del antiguo supercontinente de Gondwana todavía existía a finales del Cretácico, mucho más tarde que era previamente creído. Lo más probable fue un puente terrestre que permitía a los animales cruzar desde América del Sur hasta la Antártida y luego hasta la India y Madagascar. Majungasaurus era el depredador más grande en su entorno, mientras que los únicos grandes herbívoros contemporáneos conocidos eran saurópodos como Rapetosaurus. Los científicos han sugerido que Majungasaurus se habría especializado en la caza de saurópodos. Las marcas de dientes de Majungasaurus en los huesos de Rapetosaurus indican que al menos se alimentó de estos saurópodos, ya sea que los haya matado o no.
Por lo general, los titanosaurianos eran inusuales entre los saurópodos porque coexistían con grandes dinosaurios ornitisquios como ceratopsidos, hadrosáuridos y anquilosáuridos. Sin embargo, Rapetosaurus era atípico entre los titanosaurianos porque compartía la cuenca de Mahajanga con solo otro gran herbívoro, otro titanosauriano. Los herbívoros más pequeños eran raros, y solo uno, Simosuchus, fue descubierto durante más de 100 años de recolección en esa área. Debido a la ausencia de dinosaurios ornitisquios, se sugiere que el Madagascar prehistórico vio una dinámica de comunidad de herbívoros diferente a la que se vio en otras partes del Cretácico.